# Patria Indipendente
Patria Indipendente è una rivista edita dall'Associazione Nazionale Partigiani d'Italia (ANPI).  

## Storia
Nasce nel 1952 con il sottotitolo “Quindicinale della Resistenza e degli ex combattenti”; nel 1998 la cadenza diventa mensile fino a cessare le pubblicazioni a stampa nel 2015; dal 2016 esce solo in versione digitale on line.
Le sue tematiche sono prevalentemente di carattere storico-politico legate alla Resistenza, all'antifascismo, alla Costituzione ed alla attualità, con ampio spazio a segnalazioni e cronache di eventi ad esse collegate.

## Direttori
Il primo comitato di direzione (1952-1959) era composto da Emilio Lussu, Leonida Repaci e Giovanni Serbandini, avendo come direttore responsabile Fausto Vighi. 
- Fausto Vighi (1959)
- Francesco Fausto Nitti (1959-1974)
- Alfonso Bartolini (1974 -2001)
- Lucio Cecchini (2001-2004)
- Giulio Mazzon (2004-2005)
- Wladimiro Settimelli (2005-2015)
- Gianfranco Pagliarulo (2015-2021)
- Natalia Marino (dal 2021)